# Dogma
Un dogma es una doctrina o un sistema de pensamiento que se tiene por verdad y que no puede ponerse en duda dentro de su sistema. Sirve como parte de las bases fundamentales de una ideología o sistema de creencias y que no puede alterarse o descartarse sin afectar a todo el paradigma del sistema o la ideología en sí. El término puede referirse a opiniones aceptadas por filósofos o escuelas, decretos públicos, religiones o decisiones promulgadas por autoridades políticas. En las religiones abrahámicas, se entiende como una doctrina revelada por Dios, como fundamento o punto capital de toda doctrina o religión.

## Etimología
El término deriva del griego δόγμα "parecer, opinión o creencia", que a su vez deriva de δοκέω (dokeo), "pensar, suponer, imaginar". Dogma pasó a significar leyes u ordenanzas decretas e impuestas a otros en el siglo I.[cita requerida] El término inglés dogmatics se usa como sinónimo de teología sistemática, como se usó en manual de neoortodoxia de Karl Barth, volumen decimocuarto, Church Dogmatics.

## Dogmas en la religión
Los dogmas religiosos establecen las bases de la teología de determinado sistema de creencias. En otras palabras, los dogmas son un conjunto fundamental de creencias que definen determinada religión, y la distinguen de otras religiones. Por tanto, los dogmas no son ideas sujetas al cambio ni consenso.
La modificación de dogmas religiosos ha sido una importante causa para la existencia de denominaciones, cultos y sectas.
Los dogmas son a menudo objeto de estudio y escrutinio dentro de la filosofía de la religión, y suelen ser sujeto de crítica para otros grupos religiosos y seculares.

### Judaísmo
En el judaísmo, fue Saadia Gaon quien por primera vez sistematizó la fundamentación de las verdades, o dogmas, de la tradición, estableciendo a la vez la racionalidad del judaísmo y la prioridad de la tradición sobre la razón filosófica y la investigación. Su obra Emunot ve deot (Creencias y doctrinas) fue titulada originalmente Libro de los artículos de fe y las doctrinas dogmáticas.
Los elementos fundamentales del judaísmo son la creencia en un solo Dios y en la elección de Israel para guiar al mundo.
El Estado de consagración a Dios se manifiesta por los objetos que se utilizan en la plegaria: el talit, que es un manto con flecos, que señala que el fiel, es decir una persona que cree en algo, está revestido de dicha consagración. Los tefilin, pequeñas cajas de cuero que se atan en la frente. Además, estas cajas, contienen unos manuscritos de pergamino de determinados pasajes de la escritura.

### Cristianismo

#### Cristianismo ortodoxo
Para la mayoría de las Iglesias orientales, los dogmas están contenidos en el Símbolo Niceno y los cánones de los primeros siete Concilios ecuménicos. Desde el séptimo, el Concilio de Nicea II, no consideran que haya sido posible un concilio genuinamente ecuménico, ya que fue a partir de él que las Iglesias de Oriente y la Romana comenzaran a separarse, consecuencia de lo cual se dio el llamado Cisma de Oriente, cuando las primeras consideraron que Roma se había apartado de lo que éstas consideraban el cristianismo "ortodoxo" (de ahí el nombre con el que se conoce comúnmente a estas Iglesias). Sin embargo, la doctrina ortodoxa no dista demasiado de la occidental, con ciertos matices. Por ejemplo, los ortodoxos no consideran que María haya sido concebida sin el pecado original (al contrario del dogma católico de la Inmaculada Concepción), sino que se le quitó el pecado al momento de la aceptación de llevar en su vientre al hijo de Dios (el fiat: "hágase en mí").
Obviamente, la gran diferencia dogmática con Occidente es la de que la Iglesia ortodoxa niega la supremacía papal, y en consecuencia la infalibilidad papal. En contraposición, los ortodoxos tienen un patriarca en cada Iglesia, siendo el principal el Patriarca de Constantinopla o Patriarca Ecuménico, llamado primus inter pares (primero entre iguales); y consideran infalible a la Iglesia en su conjunto, sin primacía de ningún miembro (ni siquiera el Patriarca de Constantinopla). En consecuencia, tampoco ha sido posible una nueva declaración absolutamente definitiva del dogma ortodoxo, pues no la han considerado necesaria, siguiendo a San Vicente de Lerins: "Aceptamos y creemos que la Iglesia creyó siempre, en cualquier lugar y por todos sin ningún cambio". De todas formas, consideran de carácter normativo fundamental, además de los Concilios Ecuménicos antes mencionados, los Concilios locales, los Escritos de los Santos Padres, el Testimonio de la Tradición Litúrgica e Iconográfica y el consenso universal de doctrinas y prácticas.

#### Catolicismo
En la doctrina católica, un dogma es una verdad revelada definida por la Iglesia católica. La entiende como una verdad perteneciente al campo de la fe, revelada por Dios y transmitida desde los Apóstoles a través de la escritura o de la tradición, y propuesta por la Iglesia para su aceptación por parte de los fieles.

El Magisterio de la Iglesia ejerce plenamente la autoridad que tiene de Cristo cuando define dogmas, es decir, cuando propone, de una forma que disuade al pueblo cristiano a una adhesión irrevocable de fe, verdades contenidas en la Revelación divina o también cuando propone de manera definitiva verdades que tienen con ellas un vínculo necesario.

La Iglesia católica tiene una posición muy clara con respecto al dogma, y es que las verdades divinas siempre han existido, sólo que cuando se tiene una duda, o una desviación doctrinal, es necesario reafirmar dicha verdad por medio de un dogma. Por ejemplo: desde el inicio del cristianismo se reconoció a Jesucristo como hijo de Dios; ahora bien, cuando se dio la desviación doctrinal de Arrio sobre la naturaleza divina de Jesucristo, fue necesario hacer un artículo de fe, que determinara y zanjara esta situación, de manera que ya no habría dudas, sino que se determinara como una verdad; esto ocurrió en el Concilio de Nicea (año 325).
El primer uso registrado en este sentido se remonta al Concilio de Jerusalén, y se conserva en el texto de Hechos, donde designa las instrucciones que el primer Concilio ecuménico dirigió a los protocristianos. En los textos de los Padres de la Iglesia el término pasó a indicar los preceptos instituidos por Jesús de Nazaret o por los apóstoles. De la escolástica data la distinción entre dogmas divinos, enseñados directamente por Jesús, apostólicos, enseñados por los apóstoles, o eclesiásticos, instituidos por concilios o papas posteriores.
Es importante señalar que ciertas reglas u orientaciones que la Iglesia católica dicta, por ejemplo el propio papa en forma de encíclica o los obispos locales, no devienen en obligatoriedad ni se consideran dogmas. Las revelaciones privadas tampoco constituyen dogmas. Las verdades reveladas no adquieren su carácter formal de dogmas hasta que son definidas o propuestas por la Iglesia luego del debido estudio. En tiempos recientes se ha sentido cierta hostilidad hacia la religión dogmática, considerada como un cuerpo de verdades definidas arbitrariamente por la Iglesia; más aún cuando se suele considerar que es el papa quien las define por su cuenta. Es por esto que la teoría del dogma católico presupone la aceptación de la doctrina de la infalibilidad del oficio de enseñar (Magisterio) de la Iglesia católica y del Pontífice Romano.

#### Protestantismo
En la teología protestante se distinguen frecuentemente verdades fundamentales, sin aceptar las cuales no sería posible confesarse cristiano, esencialmente las declaradas en el Credo de los Apóstoles, y otras doctrinas, cuya aceptación sería optativa en la medida en que cada cristiano puede juzgar los dogmas escriturales según su libre examen. Sin embargo, dependiendo de las distintas denominaciones (luteranismo, calvinismo, episcopalianismo, etc.), existen distintas verdades fundamentales dentro de las distintas Iglesias.

### Islam
En el islam, los dogmas están contenidos en el Aqidah, término equivalente a credo. Consiste en una serie de artículos de fe que aparecen claramente definidos en el Corán, y sobre la verdad de los cuales las distintas tendencias doctrinales se muestran de acuerdo, aunque con diferencias en cuanto a su desarrollo e implicaciones.
La religión musulmana se apoya en cinco pilares fundamentales:
- La profesión de fe: no hay más dios que Alá, y Mahoma es su profeta.
- La oración: celebrada en comunidad o individualmente, cinco veces al día en dirección a La Meca con previa purificación (wudu).
- La limosna: recaudada como un impuesto calculado estrictamente en función de los beneficios anuales de cada persona y de los que de él dependen. Se destina al beneficio de los menos favorecidos.
- Ayunar el mes de Ramadán: Se trata de un mes del calendario islámico lunar destinado a ejercicios espirituales. Durante el mes de Ramadán, no se debe ingerir alimento ni bebida, así como abstenerse de toda práctica sexual y actitud o lenguaje obsceno o grosero, durante las horas de sol.
- La peregrinación a La Meca: al menos una vez en la vida si se tienen medios que lo permitan.

Existen también otros cinco pilares de fe en el islam:
- La fe en Alá.
- La fe en todos los libros revelados por Alá a sus profetas.
- La fe en los ángeles (el concepto de ángeles en el islam difiere categóricamente del existente en el cristianismo).
- La fe en todos los enviados y profetas de Alá, desde Adán, pasando por Moisés y Jesús y llegando hasta el último de los profetas, Mahoma.
- La fe en el "qadar", el destino o "lo que está escrito", tanto lo positivo como lo negativo.
Dicho esto, es necesario apuntar que en el islam, a diferencia de en la Cristiandad, no existe una Iglesia que dicte doctrinas ni dogmas de fe. Igualmente el concepto de "religión" es problemático a la hora de traducir la voz árabe "din" que es como el Corán define al islam y que vendría a significar "sistema de valores".

### Hinduismo
El sistema de castas y el culto son dos aspectos muy importantes del hinduismo.
Los hindúes creen en la reencarnación (samsara), es decir, que ellos regresan a la vida otra vez como animales o como personas.
También creen en el karma. Karma significa que el comportamiento en la vida anterior afecta el lugar de las personas en esta vida, y lo que hacen en esta vida determinará su lugar en la venidera. Si guardan las leyes de su casta, creen que nacerán de nuevo en una casta más alta. Creen que finalmente cesarán de vivir como personas para alcanzar el nirvana (convertirse en parte del dios Brahman, que no debe ser confundido con el dios Brahmá, de cuatro cabezas). Los renacimientos pueden continuar de manera interminable, ya que los hindúes nunca pueden estar seguros de haber hecho todo correctamente.
La mayoría de los hindúes son vegetarianos. Creen que los animales y los insectos tienen almas, y por lo tanto no comen carne ni quitan la vida si lo pueden evitar. Piensan que la vaca es especialmente sagrada, y por ello se les permite vagar libremente por las calles.

### Budismo
Aunque el budismo no se considera una enseñanza muy dogmática, sí tiene tres conceptos importantes que usualmente lo definen: samsara, karma y nirvana, traídos del hinduismo por Buda, su fundador. Los budistas creen en la iluminación propia y de los demás por medio de la práctica de los principios ya mencionados.
Los budistas no suelen hacer proselitismo, pero sí ponen sus enseñanzas a la disposición de quien esté interesado. Muchas personas toman las prácticas de la meditación o la filosofía de vida del budismo con la intención de mejorar sus vidas, sin practicar el budismo como religión o filosofía.

## Dogma económico
Para autores como Walter Benjamin (en su artículo Capitalismo como religión), Max Weber (véase su obra La ética protestante y el espíritu del capitalismo), Giorgio Agamben y Vicenç Navarro, entre otros, el capitalismo y su expresión más contemporánea, el neoliberalismo, tendrían en su esencia un carácter religioso: necesidad de culto y fe y aparición de una dogmática propia que sostenga el culto.
Similarmente, para autores como Nikolái Berdiáyev (véase su obra El cristianismo y el problema del comunismo), Raymond Aron (véase su obra El opio de los intelectuales), Eric Voegelin y Michael Walzer, entre otros, el comunismo tendría en su esencia un carácter religioso, y por tanto también tendría necesidad de culto, fe y una dogmática propia.

## Otros usos
Como posible reacción al escepticismo, el dogmatismo es un conjunto de creencias y doctrinas que son establecidos como verdades indiscutibles. Se les considera verdades relacionadas fuertemente a la naturaleza de la fe. El término "dogmático" puede usarse despectivamente para referirse a cualquier creencia que es mantenida obstinadamente, incluyendo creencias políticas y científicas.
Un uso notable del término puede encontrarse en el dogma central de la biología molecular. En su autobiografía, What Mad Pursuit (1988), Francis Crick escribió sobre su elección de la palabra dogma y algunos de los problemas que le ocasionaron:

Llamé a esta idea el dogma central por dos razones, supongo. Ya había usado la palabra obvia hipótesis en la hipótesis secuencial, y además quería sugerir que esta nueva conjetura era más central y más poderosa. [...] Al final, el uso de la palabra dogma causó casi más problemas de los que valía. [...] Muchos años después Jacques Monod me señalo que parecía que yo no entendía el uso correcto de la palabra dogma, que es una creencia que no puede ser cuestionada. [...]  Usé la palabra como yo creía que significaba, no como la mayoría del mundo lo hace, y la apliqué simplemente a una gran hipótesis que, aunque plausible, tenía poco respaldo de la experimentación directa.

Similarmente, Horace Freeland Judson escribió en The Eighth Day of Creation:

"Mi parecer era que un dogma era una idea que carecía de evidencia razonable. ¡¿Ves?!" Y Crick dio un grito de regocijo. Yo simplemente no sabía que significaba dogma. Y también pude simplemente llamarle la "Hipótesis central", o..., ya sabes. Lo que quiero decir. Dogma solo fue un latiguillo.